# Síndrome de Anton
Se conoce como síndrome de Anton a una complicación característica de un tipo de ceguera que se llama ceguera cortical. Recibe su nombre en honor de los médicos Gabriel Anton y Joseph Babinski.

## Descripción
La ceguera cortical se produce cuando se daña una región del cerebro llamada corteza occipital. Este daño puede estar ocasionado por varias enfermedades, por ejemplo una hemorragia cerebral, un tumor cerebral o un accidente vascular cerebral. En la ceguera cortical el ojo no sufre ninguna anomalía y todas sus estructuras tanto internas como externas funcionan con normalidad, las pupilas reaccionan a la luz y el reflejo fotomotor está conservado, sin embargo no existe visión debido al daño en la región cerebral que debe procesar la información visual.
El síndrome de Anton es una complicación que se produce en las personas afectadas por ceguera cortical y consiste en que el paciente niega que exista pérdida de visión, simula que puede ver e intenta comportarse y moverse con normalidad a pesar de la evidencia de su incapacidad.
A menudo las personas afectadas por el síndrome de Anton recurren al mecanismo psicológico de la negación y describen los objetos y la ropa como si en realidad pudieran verlos, intentan moverse sin ayuda y en consecuencia tropiezan continuamente.
Generalmente están presentes otros síntomas neurológicos que son muy variables dependiendo de la causa y extensión de la lesión cerebral. Pueden existir síntomas de demencia, delirio y amnesia si se afecta el lóbulo temporal.

## Características
El síndrome de Anton-Babinski se observa principalmente después de un accidente cardiovascular, pero también se puede ver después de una lesión en la cabeza. El neurólogo MacDonald Critchley lo describe así: 
El desarrollo repentino de la difusión occipital bilateral es probable que produzca efectos físicos y psíquicos transitorios en los que la confusión mental puede ser prominente. Pueden pasar algunos días antes de que los familiares, o el personal de enfermería, tropiecen con el hecho de que el paciente se ha vuelto ciego. Esto no solo se debe a que el paciente generalmente no ofrece voluntariamente la información de que se ha vuelto ciego, sino que además engaña a su en torno al comportarse y hablar como si lo vieran. Sin embargo, se despierta la atención cuando se descubre que el paciente choca con los muebles, se cae sobre los objetos y experimenta dificultad para orientarse. Pueden intentar caminar a través de una pared o a través de una puerta cerrada en su camino de una habitación a otra. La sospecha se alerta aún más cuando comienzan a describir personas y objetos a su alrededor que, de hecho, no están allí en absoluto. 
Por lo tanto, tenemos los síntomas gemelos de la anosognosia (o falta de conciencia) y la confabulación, esta última afecta tanto al habla como al comportamiento.
Se puede pensar que el síndrome de Anton-Babinski es idealmente lo opuesto a la visión ciega, pero la visión ciega ocurre cuando una parte del campo visual no se experimenta conscientemente, pero de hecho se produce una percepción confiable.

## Causas
No se sabe por qué los pacientes con el síndrome de Anton-Babinski niega su ceguera, aunque hay muchas teorías. Una hipótesis es que el daño a la corteza visual resulta en la incapacidad de comunicarse con las áreas del habla del lenguaje del cerebro. Las imágenes visuales se reciben pero no se pueden interpretar; los centros del habla del cerebro buscan una respuesta.
Los pacientes también han informado anosognosia visual (situación patológica referida a los pacientes con problemas neurológicos que no tienen percepción de sus déficits funcionales neurológicos) después de experimentar una enfermedad cerebrovascular isquémica. Se descubrió que un hombre de 96 años de edad, que ingresó en un servicio de urgencias quejándose de un fuerte dolor de cabeza y pérdida repentina de la visión, tuvo una trombosis posterior de la arteria cerebral con la consiguiente pérdida de la visión. Él afirmó rotundamente que podía ver, a pesar de un examen oftalmológico que demostraba lo contrario. Una resonancia magnética de su cerebro demostró que su lóbulo occipital derecho era isquémico. De manera similar, una mujer de 56 años ingresó en el servicio de urgencias en un estado confuso y con discapacidades  psicomotoras graves. Los movimientos oculares y los reflejos de la pupila seguían intactos, pero la paciente no podía nombrar objetos y no estaba al tanto de los cambios de luz en la habitación, y parecía ignorar su déficit visual.

## Historia
La mayoría de los casos del síndrome de Anton-Babinski se dan principalmente en adultos. La revista especializada,  European Journal of Neurology, publicó un artículo en 2007 en el cual se examinaba un estudio del caso de un niño de seis años con este síndrome. Según los informes, el niño tenía movimientos oculares anormales, a menudo se caía, y buscaba cosas y constantemente perdía su objetivo. Cuando su vista fue probada todavía seguía sin poder leer las letras grandes de la tabla. Negó tener dolores de cabeza, diplopía o dolor de ojos y parecía indiferente e inconsciente de su mala visión. Tras el examen, sus pupilas eran iguales en forma, redondas y reactivas a la luz. Su madre comentó que desarrolló movimientos oculares inusuales y que tenían nistagmus (movimiento involuntario, rápido y repetitivo de los ojos).

## En la cultura popular
El síndrome de Anton-Babinski apareció dividido en dos partes en la serie de televisión House M.D. , titulado “Euphoria”, aunque se atribuyó a la meningoencefalitis amebiana primaria, una enfermedad que generalmente no causa el síndrome en la vida real.
El síndrome ocupa un lugar destacado en la novela de Rupert Thomson, The Insult. También este síndrome está mencionado en el libro de ciencia ficción Blindsight de Peter Watts.
Se menciona frecuentemente “La ceguera de Anton” como una de la metáforas primarias en el libro de Raj Patel, The value of nothing. El síndrome también es el tema principal de la película Malaysian, donde los pacientes viven en su propio mundo de imaginación, mientras que no pueden ver el mundo real. 